# Jun Mizutani
Jun Mizutani (n. 9 iunie 1989, Iwata, Japonia) este un jucător de tenis de masă ce a reprezentat Japonia, medaliat olimpic. A participat la 4 ediții ale Jocurilor Olimpice (2008, 2012, 2016, 2020) în care a câștigat o medalie de aur și o medalie de bronz.